# Drago Grdenić
Drago Grdenić (Kőrös, 1919. augusztus 31. – Zágráb, 2018. szeptember 7.) horvát kémikus, akadémikus, egyetemi tanár, a Zágrábi Egyetem rektora.

## Élete
A Zágrábi Egyetem Filozófiai Karán 1942-ben szerzett diplomát kémia és fizika szakon, majd 1951-ben doktorált. 1942-ben csatlakozott a partizánokhoz és részt vett a Nemzeti Felszabadító Háborúban, 1942-től 1945-ig a ZAVNOH (Horvát Országos Nemzeti Felszabadító Antifasiszta Tanács) oktatási osztályának tagja volt. 1946/48-ban Moszkvában, illetve 1955/56-ban Oxfordban tett szakvizsgát. 1952-ben a Zágrábi Egyetem Természettudományi Kar Általános és Szervetlen Kémia Tanszékének alapítója, 1960-tól rendes professzora, 1960 és 1962 között a kar dékánja volt. A Ruđer Bošković Intézet egyik alapítója. 1973-tól a Horvát Tudományos és Művészeti Akadémia rendes tagja, 1973-tól 1975-ig főtitkára. 1976 és 1979 között az egyetem rektora. 1982-ben ment nyugdíjba. Számos elismerés mellett megkapta a „Ruđer Bošković” Tudományos Díjat (1961) és az Életműdíjat (1985).

## Munkássága
A higanyvegyületek, a komplex fémek és a félvezető vegyületek kémiájának fejlesztésével foglalkozott. Kidolgozta a higanyvegyületek, valamint a fémek és félvezetők komplex vegyületeinek kémiáját. Sok munkatársával megalapította a zágrábi szerkezeti kémiai iskolát. Első ezzel foglalkozó tanulmányai 1948-ben jelentek meg „Rendgenske zrake u nauci i tehnici” (A röntgen a tudományban és a technológiában) és  „Divovske molekule” (Óriásmolekulák) címmel. Még az évben rögzítette az első egykristályos diffraftogrammot. 1950-ben megmérte a Hg-Cl kötés hosszát. Ez volt az első Zágrábban megoldott kristályszerkezet. 1950-ben jelent meg „Modeli molekula” (Molekulamodellek) című könyve.
1954-ben részt vett a párizsi kristálytani kongresszuson. A kémia történetét is kutatta. Számos tudományos és szakmai közleményt, népszerű cikket publikált a kémiáról. Megírta a Molekulák és kristályok: Bevezetés a szerkezeti kémiába (1973) és a Kémia története (2001) című tankönyveket. Az előbbi az első horvát nyelven megjelent kristálykémiai tankönyv volt, mely összesen öt kiadást ért meg. A Zágrábi Egyetem Szenátusának döntése alapján 1997-ben Grdenić akadémikus a „professor emeritus” megtisztelő címet kapta.

## Főbb művei
- Rendgenske zrake u nauci i tehnici (1948),
- Divovske molekule (1948),
- Modeli molekula (1950),
- Molekule i kristali: uvod u strukturnu kemiju (1973),
- Povijest kemije (2001).